# Tenedos lautus
Tenedos lautus là một loài nhện trong họ Zodariidae.
Loài này thuộc chi Tenedos. Tenedos lautus được Octavius Pickard-Cambridge miêu tả năm 1897.